# Campeonato Uruguaio de Futebol de 1968
O Campeonato Uruguaio de Futebol de 1968 foi a 37ª edição da era profissional do Campeonato Uruguaio. O torneio consistiu em uma competição com dois turnos, no sistema de todos contra todos. O campeão foi o Peñarol, que conquistou o certame de forma invicta.

## Classificação[2]
| Pos | Equipe         | Pts | J  | V  | E | D  | GP | GC | SG  |
| --- | -------------- | --- | -- | -- | - | -- | -- | -- | --- |
| 1°  | Peñarol        | 33  | 18 | 15 | 3 | 0  | 29 | 5  | 24  |
| 2°  | Nacional       | 27  | 18 | 11 | 5 | 2  | 29 | 7  | 22  |
| 3°  | Cerro          | 21  | 18 | 9  | 3 | 6  | 25 | 14 | 11  |
| 4°  | Defensor       | 18  | 18 | 5  | 8 | 5  | 15 | 15 | 0   |
| 5°  | Rampla Juniors | 17  | 18 | 6  | 5 | 7  | 16 | 20 | -4  |
| 6°  | Sud América    | 16  | 18 | 6  | 4 | 8  | 19 | 24 | -5  |
| 7°  | River Plate    | 15  | 18 | 4  | 7 | 7  | 18 | 25 | -7  |
| 8°  | Liverpool      | 14  | 18 | 5  | 4 | 9  | 15 | 22 | -7  |
| 9°  | Racing         | 10  | 18 | 3  | 4 | 11 | 11 | 24 | -13 |
| 10° | Danubio        | 9   | 18 | 2  | 5 | 11 | 8  | 29 | -21 |

|  | Campeão e classificado à Libertadores de 1969. |
|  | Classificado à Libertadores de 1969.           |

Promovido para a próxima temporada: Bella Vista.
| Campeonato Uruguaio de 1968  |
| ---------------------------- |
| Peñarol Campeão (31º título) |